# عبقرية
العبقرية يقصد بها، في علم النفس، معنيان مختلفان بعض الشيء ولكنهما متكاملان.

## المعنى الأول
يرادف النبوغ، -ليكون المرء نابغة-الذي يتكشف عنه من كان حاصل ذكائه 140 فما فوق، وقد أكد على هذا المعنى عالم النفس الأميركي لويس ماديسون تيرمان.

## المعنى الثاني
هو الأكثر شيوعا، يفيد تمتع المرء بقدر عالٍ من الذكاء يساعده على تحقيق منجزات عملية باهرة في حقل من الحقول، وبهذا المعنى تكون عناصر العبقرية هي الأصالة، والإبداع، والقدرة على التفكير والعمل في مجالات لم تستكشف من قبل. وهذا المفهوم هو الذي أكد عليه العالم البريطاني السير فرنسيس غولتون.
وقد حاول كثير من الباحثين تعليل العبقرية. فزعم بعضهم أن العباقرة ينتمون إلى نوع نفساني بيولوجي مستقل يختلف في عملياته الذهنية والانفعالية عن الإنسان العادي كما يختلف الإنسان عن القرد. وقد ذهب غولتون، الذي كان أول من درس العبقرية دراسة نظامية، إلى القول بأنها حصيلة خصال ثلاث هي الذكاء والحماسة والقدرة على العمل، وحاول أن يثبت أنها ظاهرة مستمرة في بعض الأسر. والإجماع يكاد ينعقد اليوم على أن العبقرية حصيلة الوراثة والعوامل البيئية مجتمعة. مواهب تمكن صاحبها من التفوق.

## أصل الكلمة
يعود أصل الكلمة إلى اعتقاد العرب القديم بوجود الجن الذي يوحي بالشعر إلى صاحبه. حيث جعلوا لكل شاعر كبير جنيا يوحي إليه بالشعر. وكانوا يظنون أن هؤلاء الجن يسكنون في واد عبقر

## علم النفس
العديد من العباقرة يعانون من الاضطرابات النفسية مثل فينسنت فان غوخ ، توركواتو تاسو،، جوناثان سويفت، جون فوربس ناش، إرنست همنغواي.